# ニュージーランド・ハンタウェイ
ニュージーランド・ハンタウェイ（英：New Zealand Huntaway）とは、ニュージーランド原産の牧羊犬種である。単にハンタウェイと呼ばれることもある。

## 歴史
1900年代ごろに作出された。牧羊犬として優れた犬種を作り出すため、ボーダー・コリー、ジャーマン・シェパード・ドッグなどの牧羊犬種や、安定した気質を取り入れるためのラブラドール・レトリーバーなどを掛け合わせて作られた。
使役は主にニュージーランド・ヘディング・ドッグとタックを組んで行われる。羊を一箇所にまとめてからその背後に回りこみ、大声で吠えたり方向を変えさせたりして羊を追い立てる方法で行われる。このとき後方で吠え立てる方の役割を果たすのがハンタウェーで、羊の前方で睨みを利かせて羊の方向を変えるのがヘディング・ドッグの役割である。
ニュージーランドでは使役犬としてもペットとしても非常に人気のある犬種ではあるが、能力の質を保つためFCIへの公認申請を行っていない。世界的にはまだあまり知られていないほうの犬種ではあるが、日本でも実用犬、ペット、ドッグスポーツ用として飼育されている。ただしFCI及びジャパンケネルクラブに公認されていない犬種であるため、国内登録頭数順位等はカウントされていない。

## 特徴
引き締まった筋肉質の体つきをしている。半垂れ耳・太い垂れ尾（ラブラドールに尾形が似る）で、コートはつやがあるスムースコートと、それよりも少し長いショートコートの2タイプがある。毛色はブラク・アンド・タンやさまざまな割合のトライカラー。体高50.8～60.9cm、体重18～29.5kgの大型犬。性格は温和で人懐こく、仕事をすることが大好きである。身体能力が高く走り回ることも大好きで、運動量はとてつもなく多いため狭いスペースでの飼育は不可能である。然し、運動量さえ消化できればペットとして飼うことも難しくはない。しつけの飲み込みもとても早く、吠え声は大きいがしつけによってカバーすることも可能である。子供や他の犬に対しても友好的で、幼児に対しても寛容である。遺伝的にかかりやすい病気は無いが、運動のし過ぎによる関節疾患に注意する必要がある。